# Eriachne basedowii
Eriachne basedowii är en gräsart som beskrevs av William Hartley. Eriachne basedowii ingår i släktet Eriachne och familjen gräs. Inga underarter finns listade i Catalogue of Life.